# Pokémon Link: Battle!
Pokémon Link: Battle !, connu sous le nom Pokémon Battle Trozei (ポケモンバトルトローゼ, Pokemon Batoru Torōze) au Japon, est un jeu vidéo de puzzle développé par Genius Sonority et édité par Nintendo sorti sur Nintendo 3DS. Le joueur doit combiner des Pokémon pour les faire disparaître et ainsi marquer des points. Plus de 700 Pokémon sont présents et un mode multijoueur permet de jouer avec des amis. Il est sorti sur le Nintendo eShop en mars 2014 au Japon, en Amérique du Nord et en Europe.

## Accueil
- Game Informer : 6/10[2]
- IGN : 7/10[3]
- Jeuxvideo.com : 15/20[4]